# الاحتيال الطويل (لوست)
"الاحتيال الطويل" (بالإنجليزية: The Long Con) هي الحلقة الثامنة والثلاثون من مسلسل لوست. و الحلقة الثالثة عشر من الموسم الثاني.  أخرج الحلقة روكسان داوسون، وكتبها كل من ليونارد ديك وستيفن مايدا. تم بث الحلقة لأول مرة في 8 فبراير 2006 على قناة ABC. تتمحور الحلقة حول شخصية جيمس "سوير" فورد وتظهر عملية الاحتيال الطويلة التي قام بها بالماضي في فلاشباك الحلقة.

## ملخص الحلقة

### الفلاشباك
يرقد سوير على سرير غرفة في فندق مع فتاة تُدعى كاسيدي (كيم ديكينز). يحاول سوير تنفيذ نفس الخدعة التي خدع بها جيسيكا، إلا أنه عندما تُفتح الحقيبة هذه المرة، كاسيدي لا تقع بالفخ ولا تصدق انها فُتحت بالصدفة، وتلاحظ أيضاً أن المال مزيف. وتوبخه على محاولته الغبية وتبلغه أنها لم تحصل على أي أموال من إجراءات طلاقها. يعرض سوير عليها أن يغادر لا ضرر ولا ضرار؛ لكن كاسيدي تُفضل بقائه وتطلب منه أن يعلمها كيف تحتال.
يقف سوير خارج محطة وقود، ويضع أسعاراً زائفة لمجوهرات مزيفة لا قيمة لها، بينما يشرح الخدعة مرة أخرى لكاسيدي، التي ستلعب دور الزبون الزائف. يقول أنهم "سوف ينظرون إلى لائحة الأسعار بدلاً من المجوهرات، وعلى الضمادة التي على أنفه وليس على وجهه". لاحقاً، تبدأ عملية الاحتيال. يقترب سوير من رجلين يُدعيان آرثر وبيتر في محطة الوقود ويقدم لهما القلائد (جميعها بأسعار تزيد عن 1000 دولار على بطاقة التسعير) بسعر 100 دولار للقطعة الواحدة. يتردد الرجلين، لكن كاسيدي تأتي من الجانب الآخر وتشتري اثنين دون تردد مما يُشجع الرجلين على الشراء وتنجح عملية الاحتيال.
في وقت لاحق، تسأل كاسيدي عن حيلتهم التالية، موضحة أنهم بالفعل قاموا بالعديد من الخدع والحِيل، وإنها تريد أن تقوم بعملية احتيال "كبيرة". يشرح لها سوير أن "عملية الاحتيال 'الطويلة' " هي عندما تقنع شخصاً ما بأن يطلب منك معروفاً كما لو كانت فكرته. لكن المشكلة هي أن هذه العمليات تتطلب الكثير من رأس المال. تعترف كاسيدي بأنها كذبت عندما أخبرت سوير أنها لم تحصل على شيء من إجراءات طلاقها، وأنها في الواقع حصلت على 600 ألف دولار.
يجلس سوير في أحد المطاعم، ويقدم طلباً إلى النادلة ديان يانسن (والدة كيت التي ظهرت في ما فعلته كيت). وينضم إليه غوردي، مما يوضح انه كان يخطط منذ البداية إلى سلب أموال كاسيدي لصالح غوردي. يسأله كيف تسير الخدعة الطويلة التي ينفذها على كاسيدي. ويقول أنه انتظر ست أشهر حتى ينتهي سوير من الاحتيال عليها، وأن الوقت قد حان لتسليمه المال. يقول أنه يشعر أن سوير يقترب كثيراً منها وأنه وقع في حبها. يطلب سوير إلغاء الاتفاق، لكن غوردي يهدده بقتله هو وياها إذا لم يسلمه المال.
تنتظر كاسيدي في المنزل مع حقيبة مليئة بالمال على الطاولة. يدخل سوير بإضطراب مشيراً إلى سيارة سوداء في الشارع، ويخبر كاسيدي أن شريكه جوردي بداخلها ينتظر المال. وأنه كان يحتال عليها طوال الوقت حيث كان يعرف منذ البداية بأنها تمتلك المال، وإذا لم يخرج إلى هناك بالمال، سيقتلهما جوردي. يأخذ سوير المال ويضعه في حقيبة قماشية. يخبرها أن جوردي موجود هنا لأنه رفض أخذ أموالها والاحتيال عليها. يقترح عليها أن تأخذ المال وتذهب إلى فندق في سو سيتي. ويقول أنه سوف يعتني بغوردي، وفي كلتا الحالتين ستكون آمنة. ثم يسلمها الحقيبة ويخرجها من المنزل معلناً حبه لها.
يخرج سوير من الباب الأمامي لمنزل كاسيدي ويجلس في مقعد الراكب في السيارة السوداء، ويتبين أنه لا يوجد أحد آخر فيها. يبدأ بالعد وبمجرد أن يقتنع بمرور الوقت الكافي، يعود سوير إلى المنزل ويسحب حقيبة ثانية من تحت الطاولة. الحقيبة الحقيقية التي تحتوي على المال. وفي طريقه للخروج، لاحظ صورة له مع كاسيدي، فيقلبها على وجهها.

### على الشاطئ
داخل الفتحة، يفتح جاك ولوك مخبأ الأسلحة. يدخل جاك ويفتح علبة حقيبة الهالبريتون ويُخرج الأسلحة. يحتوي المخبأ أيضاً على تماثيل مريم العذراء السبعة التي صادرها لوك من تشارلي. حيث ترك لوك الهيروين داخل التماثيل، لأنه "رجل مؤمن لدرجة أنه لا يستطيع كسر سبع رموز دينية". يعطي لوك جاك شيفرة قفل مخبأ الأسلحة، ثم يقترح على جاك أن يفكر في الاحتفاظ بالأدوية هناك أيضاً. حيث يعتقد أن سوير قد عاد إلى أسلوبه الفظ.
على الشاطئ، يسخر سوير من تشارلي لأنه طُرد من خيمة كلير. يجيب تشارلي بأن سوير يجب أن يهتم أكثر بخيمته الخاصة، والتي تتعرض للنهب من قبل جاك في الوقت الحالي. يتقدم سوير لمواجهته ويتهمه جاك بسرقة الأدوية من الفتحة ويجيب إنه كان ببساطة يستعيد ممتلكاته المسروقة، حيث كانت الأدوية في مخبأه عندما غادر على الطوف. يتشاجر الاثنان، ويهدد سوير جاك، لكن جاك يأخذ الأدوية ويمشي بعيداً.
بينما يقوم سوير بتجميع خيمته مرة أخرى بعد أن نهبها جاك، تدخل كيت لتغيظه وتعطيه مجلة نسائية جديدة حصلت عليها من الفتحة لكي يترفه. لا يشعر سوير بالارتياح، بسبب فقدانه نظارته على الطوف فيطلب من كيت أن تقرأ له. بمجرد أن بدأت القراءة بصوت عالٍ، يمر لوك بجوارهم ويلقي التحية عليهم. يتحدث الاثنان حول التغييرات الأخيرة في ديناميكيات المجموعة، مثل نوم لوك بجوار كلير بدلاً من تشارلي، وقرار جاك وآنا لوسيا الأخير بتشكيل جيش. هذا الأخير هو خبر جديد لكيت، وسوير يغيظها قائلاً أنه ربما ليس الوحيد "الذي علاقته سيئة مع الطبيب".
في منطقة بعيدة عن الشاطئ، بينما يفرم سعيد جوز الهند. يأتي هيرلي متجوّلاً. يقول أن برنارد كان لديه راديو على الموجة القصيرة، يمكن من خلاله سماع بث بون من البيتشكرافت، يحضره هيرلي إلى سعيد ليرى ما إذا كان بإمكانه تعزيز الإشارة. يشك سعيد فيما إذا كان ذلك ممكناً، وما إذا كان الأمر يستحق العناء. يقول هيرلي لسعيد أن هذا كان مجرد مشروع لتشجيعه، ويترك الراديو خلفه ويذهب.
في الغابة، يتناقش آنا لوسيا وجاك الصعوبات التي يواجهونها في تشكيل الجيش، بما في ذلك اقناع الناجين بالتطوع للتجنيد. لدى آنا لوسيا انطباع بأن الجميع متردد في القتال لأنهم يشعرون بالأمان، لكن جاك لا يظن ذلك.
أثناء عملها على حديقتها، تذعر صن عندما تسمع أصوات حفيف الشجيرات خلفها وترتاح عندما تدرك أنه الكلب فنسنت قادماً عبر الشجيرات. تهطل الأمطار و تتعالى أصوات الرعد وفجأة يوضع كيس فوق رأس صن، ويتم سحبها للخلف باتجاه الغابة. تسمع كيت وسوير صراخها أثناء المطر الغزير، ويجدونها فاقدة للوعي في الغابة. تهروع كيت لإحضار جاك، بينما يحمل سوير صن إلى الشاطئ. يصل جاك إلى الخيمة التي تتواجد فيها، ويصل بعدها زوجها جين مذعوراً. يخبرهم سوير أنه وجدها فاقدة للوعي في الغابة ويداها مقيدة. تتدعي آنا لوسيا أن "الآخرين" مسؤولين عن الحادث لكن يصر لوك على أنهم عقدوا هدنة، ويدّعي جاك أنهم خرقوا الهدنة. تقترح آنا لوسيا تسليح المجموعة وتمشيط الغابة، لكن لوك يرفض ويخبر آنا لوسيا بأنه من الخطر إعطاء الأسلحة لأشخاص غير مدربين. يقول جاك إن عليهم انتظار صن حتى تستعيد وعيها وتخبرهم عن ما حصل لها، وبعدها سيفعلون شيء ما.
في مسرح الجريمة، يحقق كيت وسوير بالأمر. يشير سوير إلى أن الوضع برمته يدعو للشك ولا يبدو منطقياً. على سبيل المثال، كيف تحررت صن ويداها مقيدتان وهي فاقدة للوعي؟ ولماذا توجد آثار أقدام بينما لا يترك الآخرون أي أثر خلفهم؟. يجدوا الخيش التي كانت مربطة به معلقاً على فرع شجرة، لكن سوير أشار إلى أنه مختلف عن الذي ربطو به الآخرون كيت. ويقول: "الأمر كله يكمن في التفاصيل، وكلها خاطئة". ويتسائل من سيكون لديه دافع لإخافة 46 شخصاً، إلا إذا كانوا يحاولون خداعهم للانضمام إلى جيش؟، مشيراً إلى آنا لوسيا.
في خيمة صن وجين، يطمئن جاك جين أن نبض صن قوي لكنها بحاجة إلى المراقبة وستكون بخير. يبتعد جاك ليحصل على بعض الماء وتلحقه كيت. تسأله عن مدى معرفته وثقته بآنا لوسيا ملمحة إلى نظرية سوير. يتجاهل جاك ذلك ويبتعد. ومع ذلك في وقت لاحق، بينما كان يتجول على الشاطئ مع آنا لوسيا، تذكر أن الناس، مثل ستيف، أصبحوا فجأة أكثر استعداداً للانضمام إلى الجيش، ويواجه جاك هذا الاحتمال. يسألها بوضوح أين كانت وقت الهجوم على صن. بينما تتساءل عن دوافعه للسؤال، تجري كلير إلى الشاطئ لتخبر جاك أن صن قد عادت لوعيها.
بالعودة إلى الخيمة، تستيقظ صن لتجد نفسها في استجواب مزدوج - واحد باللغة الإنجليزية من جاك وآخر بالكورية من جين. تقول أنها لا تتذكر أي شيء، ولم ترى من فعل ذلك، ولا تعرف كم كان عددهم. جين مقتنع بأن "الآخرين" هم المسؤولون، ويطلب سلاح من جاك. سوير وكيت يشاهدان الحوار بأكمله من بعيد، وتستنتج كيت أن السيناريو بأكمله عبارة عن إعداد من آنا لوسيا حتى تتمكن من الاستيلاء على الأسلحة. تتوسل إلى سوير لكي يركض إلى الفتحة قبل جاك و آنا، وكي يحذر لوك من قدومهم.
في الفتحة، يبحث جون لوك في الكتب الموجودة على الرف لمعرفة ما إذا كان هناك أي شيء مخفي فيها. يحذره سوير من وصول جاك من أجل الأسلحة، ويقترح على لوك تغيير رمز القفل. لوك متعجب من سبب تحذير سوير المفاجئ، ويخبره سوير أنه يفعل هذا لأنه "سوف يغضب جاك". لا يعتقد لوك أن ذلك سيوقفه فيفضل إخفاء الأسلحة في مكان آخر، لكن لا يمكنه ترك الفتحة بدون مسؤول عن الزر. يحاول لوك اقناعه، وفي النهاية يوافق سوير على البقاء في الفتحة لإدخال الرمز والضغط على الزر بدلاً من لوك.
يستيقظ سوير عندما يرن إنذار المؤقت. يدخل جاك وجين ويجدان سوير بالقرب من الكمبيوتر. يسأل جاك سوير عن مكان لوك لكن سوير يتجاهله. ثم يفتح جاك مخبأ الأسلحة ليجده فارغ. جاك يسأل سوير عن مكان الأسلحة، ويقترح سوير ساخراً أن يتصل بالشرطة. ثم يلقي سوير لجاك علبة الأدوية التي بدأت هذه المواجهة. يحاول جاك الهجوم على سوير، لكن جين يوقفه.

بالعودة إلى الشاطئ، يقترب جاك من لوك بينما هو جالس أمام نار المخيم ويتهمه بخرق اتفاقهم حول الأسلحة. يعترف لوك بأنه خرق الاتفاق، ويوضح أن سبب ذلك هو احتمال وقوع "حادث" آخر، قاصداً الخطأ الذي ارتكبه بتعليم مايكل كيفية استعمال الأسلحة، لكن جاك لا يستمع له. وبينما تزداد الأمور توتراً، يتم إطلاق ثلاث طلقات تحذيرية في الهواء، مما يثير إنتباه الجميع. سوير يخرج من الظل ببندقية فوق كتفه مفاجئاً جاك ولوك. يكشف سوير أن الحادث كان بمثابة "احتيال طويل" للاستيلاء على الأسلحة وإعلان نفسه "المأمور الجديد للبلدة".
في وقت لاحق، سوير جالساً على الشاطئ يلمّع بندقيته. تسأله كيت كيف تمكن من الحصول على الأسلحة من مخبأ لوك بينما كان في الفتحة يهتم بالضغط على الزر، لكن سوير لا يجيب. تعرف كيت الآن أنه خدعها طوال الوقت، وتعتقد أن له علاقة بالهجوم على صن. ولكن بعدها تحول سؤالها من كيف إلى لماذا. تقول إنها لا تعتقد أن الأمر له علاقة بالانتقام أو باستعادة أغراضه بل أن سوير يريد فقط أن يكرهه الناس. يقول لها سوير المثل الشعبي الإنكليزي "النمر لا يغير خطوطه"، بمعنى أن الإنسان لا يغير من طبعه. "أنتي تهربي، وأنا أحتال".
بالعودة إلى نار المخيم، يقرأ هيرلي مخطوطة بعنوان توأم سيئ (Bad Twin). يحضر سعيد الراديو لهيرلي مع مضخم الإرسال لتعزيز قوة الإشارة. يلتقطون أولاً صوت أنثى فرنسية تتحدث، والذي يفترض سعيد أنه إرسال استغاثة روسو، ثم يلتقطون بثاً إذاعياً لأغنية "Moonlight Serenade" لجلين ميلر. على الرغم من أن هيرلي يفترض في البداية أنهم يجب أن يكونو قريبين من مصدر الإرسال، يوضح سعيد أنه بسبب موجات الراديو التي ترتد من طبقة الأيونوسفير، من الممكن أن تنتقل إشارات الراديو ذات الموجات القصيرة لآلاف الأميال وإنه من الممكن أن يكون قادماً من أي مكان، فيجيب هيرلي "... أو من أي وقت"، مضيفاً لاحقاً أنه يمزح.
في الغابة، يقترب تشارلي من سوير. يُكشف أن تشارلي هو من تتبع لوك وأخبر سوير بمكان إخفائه الأسلحة. سوير يعرض على تشارلي أحد تماثيل مريم العذراء، لكن تشارلي يرفض. يقول لو كان يريد واحد، لكان قد أخذه بنفسه من مخبأ لوك قبل أن يخبر سوير بمكانه. يقول أنه شارك في هذه الخدعة فقط ليجعل لوك يبدو وكأنه أحمق. يطلب أيضاً أن يتأكد من أن سوير لن يخبر صن أبداً أنه هو من هاجمها في الغابة ويوافق سوير. يتسائل تشارلي: ما الذي جعل سوير يخطط لهذا؟ يجيب سوير: "أنا لست شخصاً جيداً يا تشارلي. لم أفعل أي شيء جيد أبداً في حياتي."

## روابط خارجية
- الاحتيال الطويل على موقع قاعدة بيانات الأفلام على الإنترنت (IMDb)